# سیمون دووفیزی
سیمون دووفیزی (انگلیسی: Simone D'Uffizi؛ زادهٔ تاریخ ورودی نامعتبر است) بازیکن فوتبال است.